# Cifrario pigpen

Le lettere dell'alfabeto all'interno delle griglie del cifrario pigpen

Il cifrario pigpen  (a volte chiamato  cifrario massone o cifrario della libera massoneria) è un semplice sistema di crittografia a sostituzione semplice, dove si sostituiscono le lettere con simboli basandosi su una chiave grafica.
Lo schema è stato spesso usato dalla libera massoneria statunitense e a questo deve il suo nome di cifrario della libera massoneria. È stato usato fin dai primi del Settecento per tenere i registri segreti e per la corrispondenza. È uno schema di crittografia semplice, definito tecnicamente debole.

## Esempi
Ad un simbolo corrisponde una lettera. 
La parola "Wikipedia" risulterebbe 
Sulla Trinity Church di New York, che si trova sulla Broadway (vicino a Wall Street,  distretto finanziario della città) su una lapide di una tomba si trova una scritta in codice Pigpen. La lapide è di James Leeson, defunto il 28 settembre 1794 all'età di 38 anni. La scritta riporta: "Ricorda la morte". Il motivo della scritta è ignoto, ma si potrebbe collegare all'usanza dell'antico Egitto di avere scritte crittografate sulle tombe.